# Emil Schorsch
Emil Schorsch (geboren 12. Januar 1899 in Hüngheim; gestorben 1982 in Vineland (New Jersey)) war ein deutscher Rabbiner.

## Leben
Emil wurde 1899 als Sohn des Kaufmanns Isaak Schorsch geboren. Ab 1907 wuchs er „im Waisenhaus“ auf. Von 1915 bis 1920 wurde er in Eßlingen am Neckar zum Volksschullehrer ausgebildet, mit Unterbrechung durch den Kriegsdienst.
Ab 1922 studierte er Philosophie, Psychologie und orientalische Sprachen an der Universität Breslau und der Universität Tübingen. Zeitgleich ließ er sich am Jüdisch-Theologischen Rabbiner-Seminar in Breslau ausbilden. 1925 promovierte er mit der Dissertation „Die Lehrbarkeit der Religion“.
1927 wurde Schorsch nach Hannover als zweiter Rabbiner der dortigen jüdischen Synagogengemeinde neben Samuel Freund berufen. Einer religiösen Indifferenz begegnete Schorsch mit der Anregung zur Gründung einer jüdischen Volkshochschule, dem „Lehrhaus“. Emil Schorsch betrieb den Neuaufbau der Jugendarbeit und modernisierte den für jüdische Schüler obligatorischen Religionsunterricht. Schorsch initiierte die „Jugendgemeinde“ und führte so anfangs einige Hundert, später mehr als Tausend Kinder und Jugendliche zusammen.
Aus Emil Schorschs Ehe mit Fanny Rothschild (1901–1983), einer Tochter Theodor Rothschilds, gingen die Tochter Hanna und ein Sohn hervor: Der spätere Rabbiner, Präsident des Leo Baeck Institutes (LBI) New York und Chancellor des Jewish Theological Seminary of America, Ismar Schorsch, wurde 1935 in Hannover geboren.
Als Rabbiner arbeitete Schorsch insbesondere in der Neuen Synagoge in der Calenberger Neustadt.
In der sogenannten „Reichskristallnacht“ 1938 wurde Emil Schorsch verhaftet und in das KZ Buchenwald verschleppt.
Nach seiner Freilassung flüchtete Schorsch mit seiner Familie erst nach England, 1940 dann in die USA. In Pottstown in Pennsylvania wurde er als Rabbiner tätig.
1963 besuchte Emil Schorsch Hannover anlässlich der Einweihung der Synagoge in der Haeckelstraße.

## Rabbiner-Dr.-Emil-Schorsch-Platz
2023 wurde ein zuvor namenloser Platz zwischen den Straßen Brockfeld und Lehmbuschfeld am Kronsberg im hannoverschen Stadtteil Bemerode nach Emil Schorsch benannt. Die Jüdische Gemeinde unter ihrem Vorsitzenden Michael Fürst das Vorhaben anfangs kritisiert mit der Begründung, bei der Entscheidungsfindung übergangen worden zu sein. Nach einem klärenden Gespräch zwischen dem Gemeindevorsitzenden Fürst und Oberbürgermeister (OB) Belit Onay versprach der OB eine Initiative zur Aufwertung der in der Roten Reihe in der Calenberger Neustadt errichteten Gedenkstätte an Stelle der 1938 zerstörten Synagoge.

## Werke
- Die Lehrbarkeit der Religion, mit einer Vorbemerkung von Oswald Kroh (= Friedrich Mann's pädagogisches Magazin, Heft 1229) (= Pädagogische Untersuchungen, 5. Reihe: Untersuchungen zur Psychologie und Theorie der Bildung, Heft 2), zugleich Dissertation 1925 an der Universität Tübingen, Langensalza: H. Beyer & Söhne, 1929; Inhaltsverzeichnis
- The Rural Jew: Observations on the Paper of Werner J. Cahnman, in: Year-book, Bd. 19, London 1974, S. 131–135
- Die zwölf Jahre vor der Zerstörung der Synagoge in Hannover, in: Jüdisches Leben in Deutschland, Bd. 3: Selbstzeugnisse zur Sozialgeschichte 1918 - 1945, Stuttgart: Deutsche Verlagsanstalt, 1982, ISBN 3-421-06094-0, S. 183–188
- Memoirs, Manuskript, mit der Schreibmaschine geschrieben; 4 und 95 und 16 Seiten[6]

## Sonstiges
Das Leo Baeck Institut (LBI) hält eine Emil Schorsch Collection vor.